# Pantanos de Anapa

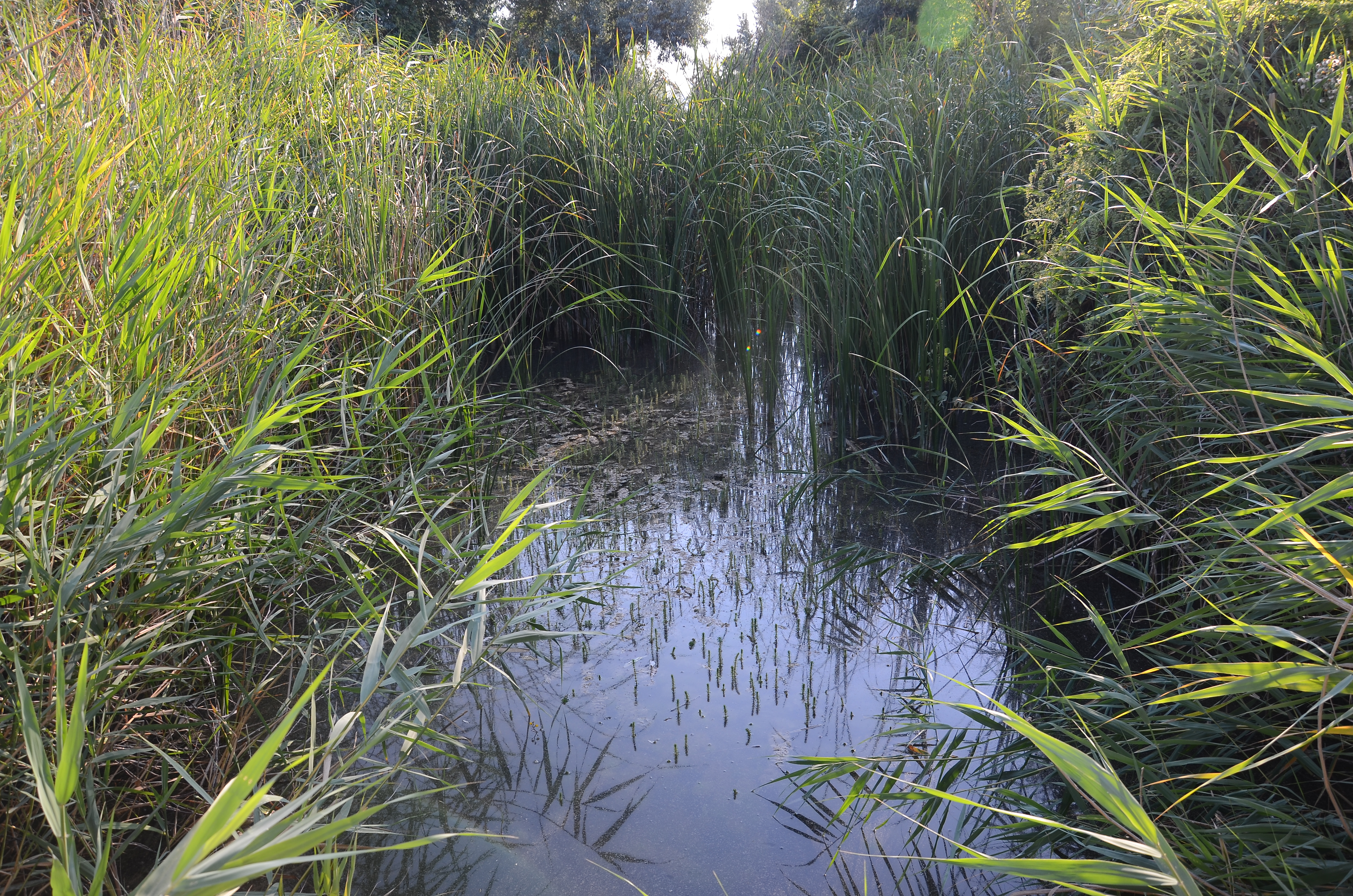
Pantanos de Anapa.

Los pantanos de Anapa (del ruso: Анапские плавни) son una zona pantanosa al norte de la ciudad de Anapa, en el krai de Krasnodar del sur de Rusia. 
Se ha formado en una época relativamente reciente (siglo XVIII) por las deposiciones que los ríos Kubán, Kotloma y Maskaga y Kumatyr han ido dejando sobre la bahía de Anapa del mar Negro, que cerraron el denominado golfo de Anapa, que había servido como puerto de la colonia de Gorguipia y era usado en tiempos medievales. En el fondo del pantano se han hallado restos de barcos. A principios del siglo XIX se formó una marisma. El crecimiento de la ciudad de Anapa fue secando el pantano, del que se conservan actualmente 1200 ha, cubiertas de sparganium, juncos y otras herbáceas, que son una fuente importante de oxígeno. Es lugar de nidificación de varias especies de aves acuática migratorias, ya que en el pantano habitan diferentes variedades de moluscos de agua dulce que les sirven de alimento. El río Anapka sirve de canal intercambiador de aguas con el  mar Negro, por lo que en ocasiones se puede hallar en el pantano el lucio y el mujol.